# Ted Bundy (película)
Ted Bundy es una película rodada en 2002 del director y escritor Matthew Bright.

## Argumento
El filme dramatiza los crímenes del asesino en serie Ted Bundy. Está protagonizada por Michael Reilly Burke en el papel principal, y Boti Bliss como la novia de Bundy, Lee (un personaje basado en Elizabeth Kloepfer, la novia en la vida real de Bundy durante su matanza).

## Reparto
- Michael Reilly Burke como Theodore Robert Cowell (Ted Bundy).
- Boti Bliss como Lee (Elizabeth Kloeffer).
- Steffani Brass como Julie.
- Eric DaRe como Male Partygoer.
- Tricia Dickson como Barbara Vincennes (Lynda Healy).
- Matt Hoffman como Arnie.
- Tracey Walter como Randy Meyers.
- Zarah Little como Patricia Garber (víctima).
- Julianna McCarthy como Profesor.
- Deborah Offner como Beverly.
- Melissa Schmidt como Female Partygoer.
- Jennifer Tisdale como chica hermosa.
- Michael Santos como Hombre en la ventana.
- Meadow Sisto como Suzanne Welch (Susan Rancourt).
- Alison West como Shawn Randall (Janice Ott).
- Anna Lee Wooster como chica atacada en la calle.
- Natasha Goodman como Suzanne Moore (Kimberly Leach).
- Danielle Parris como Hooded Executioner.
- Katrina Miller como Jane Gilchrist (Nancy Wilcox o Debra Kent).
- David Schroeder como Warden.
- Tiffany Shepis as Tina Gabler (Carol DaRonch).
- Tom Savini como Detective de Salt Lake City.
- Alexa Jago como Betty (Carole Ann Boone).

## Diferencias entre el filme y los eventos reales
La película se toma muchas libertades creativas, cambiando o confundiendo los eventos y el momento en que ocurrieron, como es común en las re-narraciones que hace Hollywood de acontecimientos de la vida real. Algunos ejemplos son:
- En la película, Bundy dijo que fue expulsado de la escuela de derecho y las clases de psicología. En la vida real, aunque Bundy era en realidad un estudiante de derecho muy malo, se graduó con honores en Psicología en la Universidad de Washington.
- La víctima animadora no era una porrista en la vida real, Debby Kent salía de una obra de teatro de la escuela cuando Bundy la secuestró.
- La película ubica el asesinato de Caryn Campbell (en el hotel de esquí) y el primer arresto de Bundy en 1976, cuando ambos eventos se produjeron en 1975.
- En la primera fuga de la prisión, Ted se ve en la película saliendo de una ventana sobre un techo más bajo. En realidad saltó directamente desde la ventana al suelo de acuerdo con el film "Un extraño a mi lado".
- En la película Bundy dijo que las autoridades de Colorado estaban "pidiendo la pena de muerte", en realidad los fiscales habían decidido no pedir la pena de muerte en su caso.
- Durante una escena en la que Bundy tuvo una víctima de su casa, la película muestra a Bundy envolviendo a la víctima en una sabana grande y llevándola a su coche. En la película, esto lo hizo frente a testigos en la calle. Bundy dijo a los autores Michaud y Aynesworth que siempre estaba atento y era muy cuidadoso para evitar identificación de testigos.
- En la película, el Volkswagen de Bundy es de color amarillo. En la vida real, era color crema.